# Aleix III de Trebisonda
Aleix III Comnè fou el dissetè emperador de Trebisonda, que va governar en divuitè lloc durant el període 1349-1390. Era fill de l'emperador Basili I Comnè. Va succeir a Miquel Comnè i va canviar el seu nom de Joan per Aleix. Es va casar el 1351 amb Teodora Cantacuzena, neboda de l'emperador romà d'Orient Joan VI Cantacuzè. Durant el seu regnat va frenar atacs dels seus veïns turcmans i va aplicar una política matrimonial per establir relacions d'amistat amb ells. En diverses ocasions va concedir nous privilegis comercials als venecians per contrarestar el domini dels genovesos. El fet d'acabar amb la noblesa rebel i expropiar-los les seves terres li va assegurar un regnat llarg, sense gaires ensurts interns. Constantí Doranites va organitzar un fallit aixecament contra Aleix III en 1352. Va morir el 1390 i el va succeir el seu fill Manuel III Comnè.

## Ascens al tron
Fou batejat amb el nom de Joan, nascut el 5 d'octubre del 1338, fruit de l'amor entre el seu pare, l'emperador Basili i la seva amistançada Irene de Trebisonda. Sembla que el 1339 Basili va legalitzar la situació divorciant-se de la seva esposa Irene Paleòloga i casant-se amb la seva estimada o, si més no, això deixa entreveure una carta enviada pel patriarca de Constantinoble, Joan Calecas, adreçada a Gregori el metropolità de Trebisonda, queixant-se de la complicitat del clergat local.
Quan Basili va morir el 1340, la seva mare se'l va endur juntament als altres fills que havia tingut amb l'emperador, a Constantinoble, lluny de la ira de la primera esposa.
Quan tenia onze anys, el seu oncle Miquel Comnè va ser deposat i el megaduc Nicetes Escolar va demanar el seu retorn a Trebisonda per succeir-lo en el tron. Joan va arribar al seu país nadiu el 22 de desembre del 1349. A diferència del que havia passat amb els seus antecessors, va ser acceptat per tots els membres de la noblesa. En la cerimònia de coronació, que va tenir lloc el 21 de gener del 1350, va canviar el seu nom pel d'Aleix III.

## Regnat

### Relacions amb la noblesa
El 1351 va establir diverses iniciatives diplomàtiques per estretir els llaços d'amistat amb l'emperador romà d'Orient Joan VI Cantacuzè. El deposat Miquel Comnè fou exiliat a Constantinoble. El 20 de setembre del 1351 Aleix III es va casar amb Teodora Cantacuzena, parenta de l'emperador romà d'Orient en l'església de sant Eugeni, acabada de reconstruir. A causa de la seva jovenesa, els aristòcrates volien aconsellar-lo, però ell no va voler-se implicar en disputes i quan va veure que hi havia diferents punts de vista entre els seus consellers, va decidir retirar-se al castell de Trípoli, deixant que els altres arribessin a un acord per ells mateixos.
El jove emperador comptava amb el suport de la seva mare i d'alguns generals i cortesans, entre ells el cronista Miquel Panàret. Amb el temps van anar sorgint nobles insubordinats que van ser anul·lats per les forces de l'emperador. Aleix va cercar establir relacions de pau amb els seus veïns els oghuz. Moltes princeses de Trebisonda es van casar amb emirs de la zona, com la seva germana Maria que es va casar amb el fill de l'emir dels Aq Qoyunlu, el 1352.
Així com anava assegurant la seva posició, menys necessari li era dependre de Nicetes Escolar. El megaduc, sentint-se menystingut, va marxar cap a Kerasos el juny del 1354, on va preparar una flota consistent en una galera gran i onze petites embarcacions que van salpar el març del 1355 amb l'objectiu d'atacar Trebisonda. Els rebels es van adonar quan van arribar que no eren prou forts per guanyar la ciutat i van abandonar. Aleix va posar a punt la seva flota i al maig van sortir cap a Kerasos. A bord també anava ell, la seva mare i el metropolità. L'exèrcit es va apoderar de la ciutat, on no van trobar Nicetes. La cavalleria va anar a assetjar la darrera fortalesa lleial al megas doux, Kenchrina, i en van obtenir la rendició. Finalment van capturar Nicetes, que juntament amb els seus partidaris van ser transportats a Trebisonda, on van morir el 1360.
Encara que Panàret va escriure que amb l'empresonament de Nicetes acabava el perill de guerra civil, el cert és que el 1363 va haver un intent d'assassinar l'emperador per part dels kabasitai i altres nobles. Aleix va escapar d'una emboscada i després, amb l'ajut de soldats lleials, va arrestar tots els implicats. El metropolità Nifon va ser deposat per la seva complicitat en el complot i va morir confinat en un monestir l'any següent. Va ser substituït amb un partidari de l'emperador, Joan Lazaropoulos, que es va convertir en metropolità de Trebisonda sota el nom monàstic de Josep. Malgrat les seves victòries sobre els nobles, Aleix va mostrar moderació i voluntat de compromís mitjançant l'atorgament de privilegis a les famílies nobles que confirmaven en la possessió de les seves terres.

### Política externa
Aleix III, ja abans de pacificar la situació interna, va començar a preparar reforços a la frontera amb els oghuz. En això va tenir menys èxit i va patir una greu derrota el 1355, en la qual ell i Panàret van escapar amb vida pels pèls. Hajji 'Umar, l'emir de Chalybia, va fer una incursió sobre Matzouka que va ser frenada mitjançant la diplomàcia, amb el matrimoni d'aquest líder i la germana d'Aleix, Teodora, que es va efectuar el 1358. El 1360 va construir la fortalesa de Gumushane, que dominava la ruta d'accés des de Bayburt, però el governador Joan Kabasites fou derrotat l'any següent per Latif de Bayburt i només es va evitar el seu avanç per la mort de l'emir a mans de gent d'un poblet del camí. El 1362 Kilidge Arslan Kelkit, un cap turcman, va conquerir Sebinkarahizar, i va atacar la fortalesa de Siran, i es va fer amo de la regió després de les campanyes que va fer entre el 1368 i el 1374. El 4 de març del 1380 Aleix III va atacar els turcmans que dominaven Sinope, Samsum, Kerasos i la vall del Harsit i els va derrotar a Kurtun. Aleix va continuar amb la seva política de cercar aliances amb els prínceps musulmans i en va casar quatre de les seves filles, la cinquena, Anna Komnè, va ser la segona esposa del rei Bagrat V de Geòrgia.
Aleix no va poder evitar el domini comercial dels genovesos venecians respecte dels trebisonds. La posició dels venecians va anar en detriment des de la possessió dels genovesos de la fortalesa de Leonkastron el 1349 i el 1360 Aleix va provar de millorar les relacions comercials amb els venecians per contrarestar la pujança dels genovesos. El 1364 va confirmar als venecians els seus antics privilegis i els va assignar un magatzem situat a la part baixa del monestir del màrtir Teodor Gabras. Però els venecians no es van conformar amb aquestes concessions i van tenir baralles amb els genovesos, motivades per la gelosia. El 1367 se'ls va concedir una altra concessió i gradualment els en van rebaixar els impostos.
Malgrat els esforços d'Aleix per guanyar-se el favor dels comerciants italians, només va aconseguir ressentiment. El 1373 els venecians units al dèspota Dobrotitsa de Dobrudja (un enemic dels genovesos) van conspirar per situar en el tron de Trebisonda el seu parent Miquel Paleòleg, fill de l'emperador Joan V Paleòleg. Miquel es va presentar davant de Trebisonda amb dos grans vaixells i un de més petit i van estar en actitud d'amenaça durant cinc dies fins que van canviar de plans i van marxar. La relació amb els venecians va quedar malmesa, però així i tot, Aleix els va continuar aplicant reduccions en els impostos l'any 1381, cosa que no va evitar el declivi en el volum de les transaccions.

## Mort
El 20 de març del 1390 va morir Aleix III i fou succeït pel seu fill Manuel III. Durant el seu llarg regnat, Aleix III va reparar la capital dels danys causats pels incendis i atacs patits en els regnats anteriors, a més va fer rics donatius als monestirs, en especial al monestir de Soumela, i va fundar el monestir de Dionís, al Mont Atos. Anthony Bryers creu que l'explicació d'aquest llarg regnat rau en una sèrie de confiscacions a nobles, que va haver després de la derrota de Nicetes; així va establir un govern fort, sense oposició, al mateix temps que va servir d'exemple per altres amb intencions corruptes. Les expropiacions li van permetre revifar monestirs com el de Sant Focas a Kordyle (1362), el de Soumela (1364), el de Dionís (1374), i el de Theoskepastos (1376).

## Descendència
Es va casar amb Teodora Cantacuzena i van tenir set fills:
- Anna (1357 - m. després del 1406), que es va casar amb el rei Bagrat V de Geòrgia.
- Basili (1358-1377)
- Manuel III (1364-1417), que fou emperador.
- Eudòxia, que es va casar amb Tajeddin, emir de Limnia el 8 d'octubre del 1379.[a]
- Una filla de nom desconegut que es va casar amb Suleyman Beg, emir de Chalybia.
- Una altra filla de nom desconegut que es va casar amb Mutahharten, emir d'Erzincan.
- Una altra filla de nom desconegut que es va casar amb Qara Osman, cap dels Aq Qoyunlu.

Amb una concubina, Aleix va tenir un fill il·legítim:
- Andrònic (1355-1376), que es va casar amb Gulkhan-Eudòxia, filla del rei David IX de Geòrgia, però va morir a causa d'una caiguda no gaire després i Eudòxia es va casar amb el seu germà, Manuel III.[20]